# Lista över fornlämningar i Kungsbacka kommun
Lista över fornlämningar i Kungsbacka kommun är en förteckning av ett urval av de fornlämningar som finns i Kungsbacka kommun.

## Fjärås
Se Lista över fornlämningar i Kungsbacka kommun (Fjärås)

## Frillesås
Se Lista över fornlämningar i Kungsbacka kommun (Frillesås)

## Förlanda
Se Lista över fornlämningar i Kungsbacka kommun (Förlanda)

## Gällinge
Se Lista över fornlämningar i Kungsbacka kommun (Gällinge)

## Hanhals
Se Lista över fornlämningar i Kungsbacka kommun (Hanhals)

## Idala
| Namn       | Lämningstyp  | Tillkomsttid | Historisk indelning | Plats | Läge                 | ID-nr          | Bild                                 |
| ---------- | ------------ | ------------ | ------------------- | ----- | -------------------- | -------------- | ------------------------------------ |
| Idala 15:1 | Stensättning |              | Idala, Halland      |       | 57.387720, 12.374662 | 10146300150001 | Ladda upp en bild av detta fornminne |
| Idala 26:1 | Stensättning |              | Idala, Halland      |       | 57.387460, 12.375884 | 10146300260001 | Ladda upp en bild av detta fornminne |

## Kungsbacka
| Namn            | Lämningstyp      | Tillkomsttid | Historisk indelning | Plats | Läge                 | ID-nr          | Bild                                 |
| --------------- | ---------------- | ------------ | ------------------- | ----- | -------------------- | -------------- | ------------------------------------ |
| Kungsbacka 2:1  | Stensättning     |              | Kungsbacka, Halland |       | 57.474651, 12.099123 | 10146900020001 | Ladda upp en bild av detta fornminne |
| Kungsbacka 3:1  | Stensättning     |              | Kungsbacka, Halland |       | 57.475836, 12.100702 | 10146900030001 | Ladda upp en bild av detta fornminne |
| Kungsbacka 6:1  | Begravningsplats |              | Kungsbacka, Halland |       | 57.486397, 12.055288 | 10146900060001 | Ladda upp en bild av detta fornminne |
| Kungsbacka 19:1 | Stensättning     |              | Kungsbacka, Halland |       | 57.479344, 12.069099 | 10146900190001 | Ladda upp en bild av detta fornminne |

## Landa
Se Lista över fornlämningar i Kungsbacka kommun (Landa)

## Onsala
Se Lista över fornlämningar i Kungsbacka kommun (Onsala)

## Släp
Se Lista över fornlämningar i Kungsbacka kommun (Släp)

## Tölö
Se Lista över fornlämningar i Kungsbacka kommun (Tölö)

## Vallda
Se Lista över fornlämningar i Kungsbacka kommun (Vallda)

## Älvsåker
Se Lista över fornlämningar i Kungsbacka kommun (Älvsåker)

## Ölmevalla
Se Lista över fornlämningar i Kungsbacka kommun (Ölmevalla)